# Čabiny
Čabiny és un poble i municipi d'Eslovàquia. Es troba a la regió de Prešov, al nord del país.

## Història
La primera referència escrita de la vila data del 1876.

## Demografia
| Godina             | 1994 | 2004   | 2014   | 2024    |
| ------------------ | ---- | ------ | ------ | ------- |
| Nombre de persones | 393  | 409    | 374    | 280     |
| Diferència         |      | +4,07% | −8,55% | −25,13% |

| Godina             | 2023 | 2024   |
| ------------------ | ---- | ------ |
| Nombre de persones | 292  | 280    |
| Diferència         |      | −4,10% |